# John Anderson (atleet)
John Franklin Anderson (Cincinnati, 4 juli 1907 - Nankek, 11 juli 1948) was een Amerikaanse atleet, die was gespecialiseerd in het discuswerpen. Hij werd olympisch kampioen en tweemaal Amerikaans kampioen op deze discipline.

## Biografie
In 1928 maakte hij zijn olympisch debuut op de Olympische Spelen van Amsterdam. Hier eindigde hij met een worp van 44,87 m op de vijfde plaats in een wedstrijd die werd gewonnen door zijn landgenoot Bud Houser in een olympisch record van 47,32. Vier jaar later won hij op de Olympische Spelen van Los Angeles een gouden medaille bij het discuswerpen. Met een beste poging en olympisch record van 49,49 m versloeg hij zijn landgenoot Henry Laborde (zilver; 48,47) en de Fransman Paul Winter (brons; 47,85). 

## Titels
- Olympisch kampioen discuswerpen - 1932
- Amerikaans kampioen discuswerpen - 1932, 1933

## Palmares

### Discuswerpen
- 1928: 5e OS - 44,87 m
- 1932:  OS - 49,49 m (OR)

1896: Bob Garrett ·
1900: Rudolf Bauer ·
1904: Martin Sheridan ·
1906: Martin Sheridan ·
1908: Martin Sheridan ·
1912: Armas Taipale ·
1920: Elmer Niklander ·
1924: Bud Houser ·
1928: Bud Houser ·
1932: John Anderson ·
1936: Ken Carpenter ·
1948: Adolfo Consolini ·
1952: Sim Iness ·
1956: Al Oerter ·
1960: Al Oerter ·
1964: Al Oerter ·
1968: Al Oerter ·
1972: Ludvík Daněk ·
1976: Mac Wilkins ·
1980: Viktor Rasjtsjoepkin ·
1984: Rolf Danneberg ·
1988: Jürgen Schult ·
1992: Romas Ubartas ·
1996: Lars Riedel ·
2000: Virgilijus Alekna ·
2004: Virgilijus Alekna ·
2008: Gerd Kanter ·
2012: Robert Harting ·
2016: Christoph Harting ·
2020: Daniel Ståhl ·
2024: Rojé Stona